# 2PM
2PM（トゥーピーエム）は、韓国の男性アイドルグループである。JYPエンターテインメント所属。公式のグループカラーは「パールブラック」。

## 来歴
ニックンを除いたメンバーの全員が、所属事務所であるJYPにオーディションで練習生として入っている。その後、Mnetの新人育成テレビ番組「熱血男児」で、JYPE練習生の新グループ結成までの過酷なトレーニングなどが放送され注目された。「熱血男児」の初期メンバーは13人で、投票により3人は脱落し、合格者はそれぞれ歌唱力中心の2AMとダンスパフォーマンス中心の2PMに分かれてチームが結成された。グループ名である2PMは、「1日の中で最も活動的な午後2時に聞きたい音楽」をコンセプトにしていることから名付けられた。
「熱血男児」放映の約5ヶ月後の2008年下半期夏より活動開始。デビューにあたり、プロデューサーであるパク・ジニョンは「彼らは私の自尊心」といい、以前人気を博したアイドルグループgod以後10年ぶりにお目見えするJYPEのボーイズグループとして話題になった。
デビュー時のメンバーは7人だったが、2009年9月、リーダーであるパク・ジェボムが練習生時代に書いた、韓国を卑下したとする文章が明らかになり、脱退を表明。2010年2月26日、正式にJYPから解雇となり、6人となった。解雇理由は上記問題とは別で、具体的な脱退理由は表明しないとし、2PMメンバーも〝彼を守るため今後も言うことはない”と口をつぐみ続けている。
2010年9月22日、日本デビューを発表。2010年11月24日に、PV集+2PMヒストリー映像を収録したDVD『Hottest 〜 2PM 1st MUSIC VIDEO COLLECTION & The History』を発売。そのDVDの初回生産限定盤のみに参加券が封入される購入者限定イベント「2PMプラチナショーケースLIVE “2PM 1st Contact in JAPAN”」を12月8日に両国国技館にて開催すると発表した。12月8日には韓国を始めアジアで大ヒットした1stALBUM「01:59PM」に"Thank you"をボーナストラックとして収録した日本仕様盤『01:59PM〜JAPAN SPECIAL EDITION〜』も発売された。
2PMは2008年9月4日下半期夏期後半より活動を開始。2008年、2009年は韓国で活動し2010年は上半期後半アメリカでも活動をしていた。2010年暮れより、日本での活動を本格化させた。2011年は日本を中心に活動していた。
2009年下半期後半は、諸問題により一時活動を休止していた時期がある。
今尚リーダー席は空席のままにしている。

## メンバー

### 現メンバー
| 名前                     | 本名                           | 本名     | 本名          | 本名                    | 生年月日               | 出身地                                                           | 血液型 | ポジション                    | メンバーカラー                  |
| 名前                     | 仮名                           | ハングル | 漢字 タイ文字 | 英字                    | 生年月日               | 出身地                                                           | 血液型 | ポジション                    | メンバーカラー                  |
| ------------------------ | ------------------------------ | -------- | ------------- | ----------------------- | ---------------------- | ---------------------------------------------------------------- | ------ | ----------------------------- | ------------------------------- |
| JUN. K 준케이            | キム・ミンジュン               | 김민준   | 金閔俊        | Kim Minjun              | 1988年1月15日（37歳）  | 韓国 大邱広域市寿城区                                            | A型    | メインボーカル                | ピンク                          |
| ニックン NICHKHUN 닉쿤   | ニチクン・バック・ホルベチクル | -        | นิชคุณ หรเวชกุล  | Nichkhun Buck Horvejkul | 1988年6月24日（36歳）  | アメリカ合衆国 カリフォルニア州ランチョクカモンガ（出生地） タイ | O型    | サブボーカル サブラッパー     | レッド                          |
| テギョン TAECYEON 택연   | オク・テギョン                 | 옥택연   | 玉澤演        | Ok Taecyeon             | 1988年12月27日（36歳） | 韓国 ソウル特別市江南区                                          | AB型   | メインラッパー                | グリーン                        |
| ウヨン WOOYOUNG 우영     | チャン・ウヨン                 | 장우영   | 張祐榮        | Jang Wooyoung           | 1989年4月30日（35歳）  | 韓国 釜山広域市釜山鎮区                                          | B型    | メインダンサー リードボーカル | イエロー（韓国） ブルー（日本） |
| ジュノ JUNHO 준호        | イ・ジュノ                     | 이준호   | 李俊昊        | Lee Junho               | 1990年1月25日（35歳）  | 韓国 ソウル特別市                                                | A型    | メインダンサー リードボーカル | ブルー（韓国） イエロー（日本） |
| チャンソン CHANSUNG 찬성 | ファン・チャンソン             | 황찬성   | 黃燦盛        | Hwang Chansung          | 1990年2月11日（35歳）  | 韓国 ソウル特別市城東区                                          | B型    | リードラッパー サブボーカル   | パープル                        |

### 旧メンバー
| 名前                  | 本名               | 本名     | 本名   | 本名         | 生年月日              | 出身地                                | 血液型 | ポジション                                          | 備考                                                                      |
| 名前                  | 仮名               | ハングル | 漢字   | 英字         | 生年月日              | 出身地                                | 血液型 | ポジション                                          | 備考                                                                      |
| --------------------- | ------------------ | -------- | ------ | ------------ | --------------------- | ------------------------------------- | ------ | --------------------------------------------------- | ------------------------------------------------------------------------- |
| ジェボム JAEBEOM 재범 | ジェイ・ボム・パク | -        | -      | Jay Bum Park | 1987年4月25日（37歳） | アメリカ合衆国 ワシントン州エドモンズ | A型    | リーダー メインダンサー リードボーカル サブラッパー | - 特技：しらけギャグ - 趣味：バスケットボール、音楽鑑賞、服の色を合わせる |
| ジェボム JAEBEOM 재범 | パク・ジェボム     | 박제범   | 朴材汎 | Park Jaebeom | 1987年4月25日（37歳） | アメリカ合衆国 ワシントン州エドモンズ | A型    | リーダー メインダンサー リードボーカル サブラッパー | - 特技：しらけギャグ - 趣味：バスケットボール、音楽鑑賞、服の色を合わせる |

## ジェボムの脱退
2009年9月5日、リーダーのパク・ジェボムがJYP練習生時代に、アメリカのウェブサイトマイスペースに韓国と韓国人に対する卑下文を残したという点が明らかになり論議になった。
ジェボムはこの日午後12時3分、2PMのファンカフェに論議が事実であることを認める文と謝罪文を掲載。約2時間後の14時56分にはJYP側で追加謝罪文を掲載した。しかし、彼への批判は収まらず9月8日12時頃2PMから脱退するとファンカフェを通じて明らかにし、同日18時30分のシアトル行飛行機に乗ってアメリカに帰国した。
問題の文章はジェボムが一人でアメリカから韓国に来て、朝鮮語も話せず、文化になじめなかった時期に書かれたものであり、彼を擁護し復帰を望むファンは多く、一部ファンの間ではジェボムが復帰するまで2PMのCDなど関連商品を一切買わない、支持しないというボイコット運動も行われていた。
しかし、2010年2月26日、JYPよりジェボムの解雇が正式に通達された。理由は「私生活の問題」とされており、韓国卑下文とは別であるが、詳しくは明らかにされていない。はっきりしない解雇理由にジェボムの復帰を望んでいたファンは激怒し、JYPに対する非難の声も上がった。翌27日、ファン代表87人と2PMのメンバー6人がJYPチョンウク代表を交え、ソウル文井洞ガーデンファイブで4時間にわたって懇談会を行い、ファンの意見・質問を聞き理解を求めた。しかし、一部ファンの怒りは収まらず、ジェボム解雇を受け入れた6人に怒りの矛先が向かう事態に発展し、メンバーの住民番号やプライベート写真を流失させるなど暴露戦にまでなった 。

## ディスコグラフィー

### 日本

#### シングル
|  | 10位以内 |  | 20位以内 |  | 30位以内 |

|        | タイトル                         | 発売日   | タイアップ                                                   | 最高   |
| 2011年 | 2011年                           | 2011年   | 2011年                                                       | 2011年 |
| ------ | -------------------------------- | -------- | ------------------------------------------------------------ | ------ |
| 1st    | Take off                         | 5月18日  | - MBS・TBS系TVアニメ「青の祓魔師」エンディング・テーマ       | 4位    |
| 2nd    | I'm your man                     | 8月17日  |                                                              | 4位    |
| 3rd    | Ultra Lover                      | 11月2日  |                                                              | 4位    |
| 2012年 |                                  |          |                                                              |        |
| 4th    | Beautiful                        | 6月6日   | - SEMPIO （センピョ） 韓国黒酢 フッチョ CMソング             | 2位    |
| 5th    | マスカレード 〜Masquerade〜      | 11月14日 | - 日本テレビ系「ハッピーMusic」11月オープニングテーマ        | 2位    |
| 2013年 |                                  |          |                                                              |        |
| 6th    | GIVE ME LOVE                     | 5月29日  | - TBS系金曜ドラマ「TAKE FIVE〜俺たちは愛を盗めるか〜」主題歌 | 2位    |
| 7th    | Winter Games                     | 10月16日 |                                                              | 1位    |
| 2014年 |                                  |          |                                                              |        |
| 8th    | ミダレテミナ                     | 9月17日  |                                                              | 2位    |
| 2015年 |                                  |          |                                                              |        |
| 9th    | Guilty Love                      | 1月28日  |                                                              | 1位    |
| 10th   | HIGHER                           | 10月21日 |                                                              | 2位    |
| 2016年 |                                  |          |                                                              |        |
| 11th   | Promise (I’ll be)-Japanese ver.- | 10月26日 |                                                              | 2位    |

※順位はオリコンウィークリーチャート

#### アルバム
| No. | 発売日         | アルバム        | 表題曲                     | 備考                                                                                          |
| --- | -------------- | --------------- | -------------------------- | --------------------------------------------------------------------------------------------- |
| 1st | 2011年11月30日 | REPUBLIC OF 2PM | Ultra Lover                |                                                                                               |
| 2nd | 2013年02月13日 | LEGEND OF 2PM   | マスカレード' ~Masquerade~ | オリコン日間・週間チャート１位 タワーレコードオンラインチャート１位 HMV日間・週間チャート１位 |
| 3rd | 2014年01月29日 | GENESIS OF 2PM  | Step By Step               | オリコン週間チャート１位                                                                      |
| 4th | 2015年04月15日 | 2PM OF 2PM      | ミダレテミナ               | タワーレコードデイリーセールス１位                                                            |
| 5th | 2016年4月27日  | GALAXY OF 2PM   | HIGHER                     |                                                                                               |

#### ベストアルバム
| No. | 発売日         | アルバム                            |
| --- | -------------- | ----------------------------------- |
| 1st | 2011年03月09日 | All About 2PM                       |
| 2nd | 2012年03月14日 | 2PM Best (2008 ~ 2011 in Korea)     |
| 3rd | 2019年09月18日 | 2PM BEST in Korea 2 ～2012-2017～   |
| 4th | 2020年03月13日 | "THE BEST OF 2PM in Japan 2011-2016 |

#### ミニアルバム
| No. | リリース日     | タイトル      | 表題曲   | 備考 |
| --- | -------------- | ------------- | -------- | ---- |
| 1st | 2021年09月29日 | WITH ME AGAIN | 僕とまた |      |

#### Blu-ray/DVD
- 2010年11月24日 Hottest 〜 2PM 1st MUSIC VIDEO COLLECTION & The History
- 2011年4月6日 2PM 1st Concert in SEOUL "DON'T STOP CAN'T STOP"
- 2011年11月2日 1st JAPAN TOUR 2011 “Take off” in MAKUHARI MESSE
- 2012年6月6日 ARENA TOUR 2011 “REPUBLIC OF 2PM”
- 2012年12月26日 2PM LIVE 2012 “Six Beautiful Days” in 武道館
- 2013年3月27日 NHKテレビでハングル講座　2PMのワンポイントハングル Vol.1 & Vol.2
- 2013年12月11日 LEGEND OF 2PM in TOKYO DOME
- 2014年6月4日 NHKテレビでハングル講座　2PMのワンポイントハングル Vol.3
- 2014年12月10日 ARENA TOUR 2014 “GENESIS OF 2PM”
- 2015年12月16日 2PM ARENA TOUR 2015 “2PM OF 2PM”
- 2017年2月15日 2PM ARENA TOUR 2016 "GALAXY OF 2PM"

#### コラボ作品
- 「One day」 2PM+2AM 'Oneday' （2012年7月4日 シングル） - 映画「Beyond the ONEDAY 〜Story of 2PM & 2AM〜」（日本公開作品）の主題歌。初回生産限定盤、通常盤に加え各メンバー10名によるソロジャケットの12仕様で発売された。カップリングはJun. K作曲の「No Goodbyes」。
- 「Beyond the ONEDAY ～Story of 2PM & 2AM～」 （2012年12月21日 映画DVD）
- 「2PM＆2AM Wander Trip Vol.1」「2PM＆2AM Wander Trip Vol.2」 （2013年2月27日 DVD）
- 「2PM＆2AM Wander Trip Vol.3」「2PM＆2AM Wander Trip Vol.4」 （2013年5月1日 DVD）
- 「2PM＆2AM Wander Trip Vol.5」「2PM＆2AM Wander Trip Vol.6」 （2013年6月26日 DVD）

### 韓国

#### フルアルバム
| No. | 発売日         | アルバム         | 表題曲                         |
| --- | -------------- | ---------------- | ------------------------------ |
| 1st | 2009年11月10日 | 01:59PM          | Heartbeat                      |
| 2nd | 2011年06月20日 | Hands Up         | Hands Up                       |
| 3rd | 2013年05月06日 | Grown            | 이 노래를 듣고 돌아와 하.니.뿐 |
| 4th | 2014年09月15日 | 미친거 아니야?   | 미친거 아니야?                 |
| 5th | 2015年06月15日 | NO.5             | 우리집                         |
| 6th | 2016年09月13日 | GENTLEMEN'S GAME | Promise (I'll Be)              |
| 7th | 2021年06月28日 | MUST             | 해야 해                        |

#### ミニアルバム
| No. | 発売日         | アルバム     | 表題曲       |
| --- | -------------- | ------------ | ------------ |
| 1st | 2010年10月11日 | STILL 2:00PM | I'll Be Back |

#### シングルアルバム
| No. | 発売日         | アルバム                | 表題曲                             |
| --- | -------------- | ----------------------- | ---------------------------------- |
| 1st | 2008年08月29日 | Hottest Time Of The Day | 10점 만점에 10점（10点満点中10点） |
| 2nd | 2009年04月16日 | 2:00PM Time For Change  | Again&Again                        |
| 3rd | 2010年04月19日 | Don't Stop Can't Stop   | Without U                          |

#### リパッケージ
| No. | 発売日         | アルバム                                 | 表題曲           |
| --- | -------------- | ---------------------------------------- | ---------------- |
| 1st | 2013年06月19日 | Grand Edition                            | 내 이름을 불러줘 |
| 2nd | 2014年09月29日 | 미친거 아니야? GO CRAZY! - GRAND EDITION | 미친거 아니야?   |

#### デジタルシングル・他
- 2008年12月10日  Only You (Winter Special) [10]
- 2009年12月3日 My Color
- 2010年1月12日 Tik Tok
- 2010年2月4日 Crazy4S
- 2010年2月22日 Follow Your Soul
- 2010年2月26日 Open Happiness
- 2010年5月20日 Cabi Song
- 2010年5月20日 What's Your Celebration?
- 2010年8月17日 Thank You
- 2010年9月9日 Nori for U
- 2010年8月23日 Fly To Seoul "Boom Boom Boom"
- 2010年9月3日 Crazy4S 〜fall ver〜

## コンサート

### イベント
JYP NATION IN JAPAN 2011 
- 2011年8月17・18日：さいたまスーパーアリーナ

 JYP NATION in Japan 2012 
- 2012年8月18日、19日：国立代々木競技場第一体育館

 2PM Hottest Japan 1st Fan Club Event “YaZoo” 
- 2013年9月7日、8日：国立代々木競技場第一体育館

 2PM Hottest Japan New Year's Party 2015 “ OLD BOY vs YOUNG BOY ” 
- 2015年1月3日、4日：さいたまスーパーアリーナ

## 主な出演

### テレビ番組（韓国）
- 熱血男児（Mnet、2008年）
- 아이돌 군단의 떴다! 그녀(アイドル軍団の浮かんだ!彼女) シーズン3（MBCEvery1、2008年）
- ワイルドバニー（Mnet、2009年）
- 対東京少女（Mnet、2009年5月 - 6月）モーニング娘。率いるハロー!プロジェクトの第2回海外オーディションの司会。
- 2PM 日本進出するその日（MBC、2011）
- 2PM SHOW（SBSプラス、2011年7月 - 9月）視聴者からのミッションに挑戦し、毎週メンバーの間で順位を決めるバラエティーレギュラー番組。

### テレビ番組（日本）
- テレビでハングル講座（NHK Eテレ
  - 2012年4月2日 - 2013年3月18日、「2PMのワンポイントハングル」のコーナーを担当。
  - 2013年4月1日 - 2014年3月17日、「2PMのワンポイントハングル season2」のコーナーを担当。

### ドラマ（日本）
- BOSS（フジテレビ）
  - 2011年5月26日（2ndシーズン : 6話）[12]
本人役
クラブでのライブイベントに出演。そのパフォーマンスで絵里子や岩井を魅了し、花形ら対策室の男性陣も感化された。

### レギュラーテレビ番組（日本）
- 2PMのワンポイントハングル（NHK Eテレ、2012年4月5日 - 2013年3月28日）
- 2PM&2AM Wander Trip（TOKYO MX、2012年4月3日 - 9月25日）

### 映画
- Beyond the ONEDAY 〜Story of 2PM & 2AM〜（2012年6月30日 公開）

### CM・広告

#### 韓国
- Market O/Real Brownie 菓子 （2009年11月）
- Cass Beer ビール （2010年2月）
- It's Skin 化粧品 （2010年4月）[13]
- サムスン電子 AnyCall CM （2010年）
- SPRIS スポーツブランド （2010年）
- NEPA アウトドアブランド （2011年 - ）
- LOOK Optical メガネメーカー （2011年）
- ロッテ免税店CM 「So I'm Loving you」 （2011年）
- Mr.Pizza （2011年）
- Coway 浄水機 （2012年）
- CROSSFIRE オンラインゲーム （2013年11月18日） 広告モデルとしてmiss Aと共にゲーム会社スマイルゲートと契約

#### 日本
- BANANA REPUBLIC（ファッションブランド）× CLASSY.（女性ファッション誌）コラボキャンペーン （2011年8月）[14]
- SEMPIO（センピョ）韓国黒酢 フッチョ （2012年4月）

#### その他
- ソウル市海外観光モデル・広報CM 「Fly To Seoul(Boom Boom Boom)」 （2010年8月）
- 韓国観光名誉広報大使 就任・広報ムービー「アンニョン annyeong」（2011年10月4日）miss Aと共に就任及び共演したインタラクティブムービー

## 受賞歴
※太字は大賞※
- 2008年　アジアソングフェスティバル - 新人賞
- 2008年　サイワールド・デジタル・ミュージックアワード - 今月の新人賞
- 2009年　Mnet Asian Music Awards - 今年の歌手賞[15]
- 2009年　Mnet Asian Music Awards - 男性グループ賞
- 2009年　ゴールデンディスクアワード - 本賞[16]
- 2009年　メロンミュージックアワード - TOP10
- 2009年　KBS歌謡大祝祭 - 最高人気歌謡賞
- 2010年　第5回アジアモデル BBF - 人気歌手賞
- 2010年　第19回ソウル歌謡大賞 - 本賞
- 2010年　第19回ソウル歌謡大賞 - 人気賞
- 2010年　サイワールドデジタルミュージックアワード2009 - 本賞
- 2010年　スタイルアイコンアワード - 男性歌手部門
- 2010年　Mnet Asian Music Awards - ベストダンスパフォーマンス賞
- 2010年　Mnet Asian Music Awards - 男性グループ賞
- 2010年　メロンミュージックアワード - TOP10
- 2011年　キッズ・チョイス・アワード - 好きな男性歌手賞
- 2012年　日本ゴールデンディスク賞 - アジア部門　ベスト３NEWアーティスト
- 2012年　日本ゴールデンディスク賞 - アジア部門　ベストNEWアーティスト
- 2012年　MTV Video Music Awards Japan 2012 - 最優秀グループビデオ賞/Best Group Video
- 2013年　MTV Video Music Awards Japan 2013 - 最優秀アルバム賞／Best Album of the Year
- 2013年　MBC放送芸能大賞 - 歌手部門 人気賞
- 2014年　Mnet Asian Music Awards - Youku-Tudouベストミュージックビデオ賞『미친거 아니야?』
- 2014年　SBS歌謡大典 - グローバルスター賞